# مراحل معماری پایدار
معماری پایدار، مانند سایر مقولات معماریی، دارای اصول و قواعد خاص خود است و این سه مرحله را در برمی گیرد:
صرفه جویی در منابع، طراحی برای بازگشت به چرخه زندگی و طراحی برای انسان که هر کدام آنها استراتژی‌های ویژه خود را دارند. شناخت و مطالعه این تدابیر، معمار را به درک بیشتر از محیطی که باید طراحی آن را انجام دهد می رساند.

## مرحله صرفه جویی در منابع
این اصل از یک سو به بهره‌برداری مناسب از منابع و انرژی‌های تجدیدناپذیر مانند سوختهای فسیلی، در جهت کاهش مصرف می‌پردازد و ازسوی دیگر به کنترل و به کارگیری هرچه بهترمنابع طبیعی به عنوان ذخایری تجدیدپذیر و ماندگار توجه جدی دارد. به عنوان مثال، یکی از منابع سرشار و نامیرا، انرژی حاصل از نورخورشید است که امروزه توسط تکنولوژی فتوولتاییک برای فراهم کردن آب و برق مصرفی در ساختمان از آن استفاده می‌شود. برای کنترل منابع، سه نوع استراتژی می‌تواند مورد توجه قرار گیرد که شامل حفظ انرژی، حفظ آب و حفظ مواد است همان گونه که مشاهده می‌شود تمرکز بر این سه منبع، به دلیل اهمیت آنها در ساخت و ادراه ساختمان است.

### مرحله طراحی برای بازگشت به چرخه زندگی
دومین اصل از معماری پایدار بر این فکر یا نظریه استوار شده است که ماده از یک شکل قابل استفاده تبدیل به شکل دیگری می‌شود، بدون اینکه به مفید بودن آن آسیبی رسیده باشد. از سوی دیگر به واسطه این اصل، یکی از وظایف طراح، جلوگیری از آلودگی محیط است. این نظریه برای رسیدن به این منظور در سه مرحله، ساختمان را مورد بررسی قرار می‌دهد.
این مراحل به ترتیب عبارتند از:
مرحله پیش از ساخت، مرحله در حال ساخت و مرحله پس از ساخت. باید توجه داشت که این مراحل به یکدیگر مرتبط بوده و مرز مشخصی بین آنها وجود نداردبرای مثال، می‌توان از مواد بازیافتی در مرحله پس از ساخت یک ساختمان به عنوان مصالح اولیه درمرحله ساخت ساختمان دیگر استفاده کرد.

#### مرحله طراحی برای انسان
اصل طراحی برای انسان آخرین و شاید مهمترین اصل از معماری پایدار است این اصل ریشه در نیازهایی دارد که برای حفظ و نگهداری عناصر زنجیره‌ای اکوسیستم لازم است که آنها نیز به نوبه خود بقای انسان را تضمین می‌کنند. این اصل دارای سه استراتژی نگهداری از منابع طبیع، طراحی شهری، طراحی سایت و راحتی انسا ن که تمرکزشان بر افزایش همزیستی بین ساختمان و محیط بیرون از آن و بین ساختمان و افراد
استفاده کننده از آنهاست. در واقع می‌توان گفت که برای رسیدن به معماری پایدار، طراح باید این مراحل و اصول را که تعریف کننده یک چارچوب اصلی برای طراحی پایدار است را در طرح خود لحاظ و بر حسب موردترکیب و متعادل کند.